# Heiligtum der Musen
Ein Museion (altgriechisch μουσεῖον mouseîon, deutsch Heiligtum der Musen bzw. Musenheiligtum) war im antiken Griechenland ein Ort, an dem die Schutzgöttinnen der Künste, die Musen, verehrt wurden. Im Museion wurden aber nicht nur Musenkulte gefeiert, sie standen auch in einer engen Beziehung zur geistigen Bildung.
Musenheiligtümer sind überall im antiken griechischen Kulturraum bezeugt. Die ältesten waren schlichte, von Begrenzungen umgebene Flächen mit Altären (siehe auch Temenos) und auf Anhöhen oder bei Quellen gelegen. Das bekannteste ist das im 3. Jahrhundert v. Chr. gegründete, ehemalige Zentrum der hellenistischen Gelehrsamkeit, das Museion von Alexandria.
Von Museion ist das Wort Museum abgeleitet.